# Lee Hye-in
Lee Hye-in (16 de janeiro de 1996) é uma esgrimista sul-coreana, medalhista olímpica.

## Carreira
Hye-in conquistou a medalha de prata nos Jogos Olímpicos de Verão de 2020 em Tóquio ao lado de Choi In-jeong, Kang Young-mi e Song Se-ra, após confronto contra as estonianas Julia Beljajeva, Irina Embrich, Erika Kirpu e Katrina Lehis na disputa de espada por equipes.